# پیلاکی

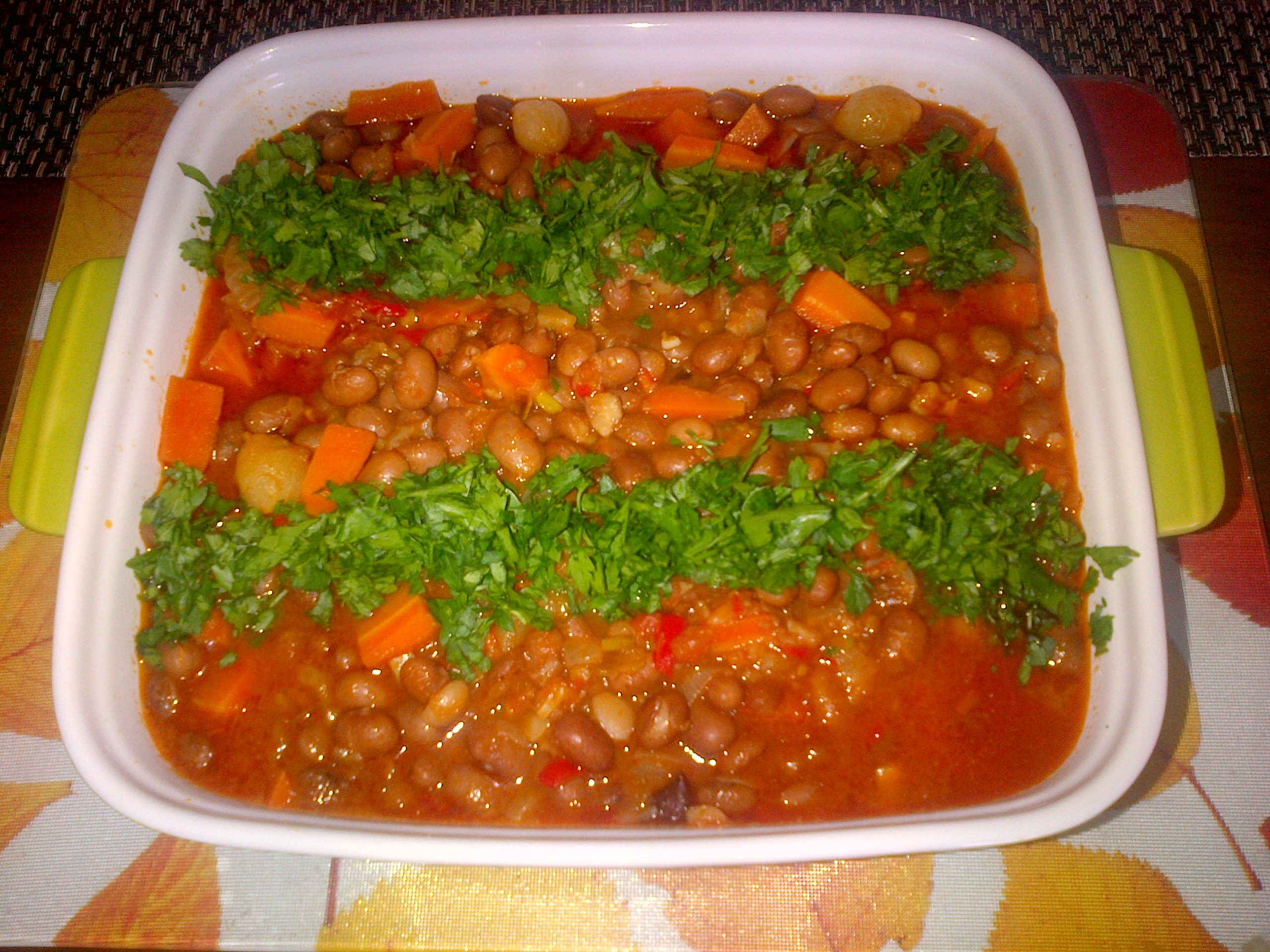
پیلاکی

پیلاکی یک سبک از مزه‌های در آشپزی ترکی است و ممکن است به چندین غذایی که در سس تهیه شده از پیاز، سیر، هویج، سیب‌زمینی، گوجه‌فرنگی یا رب گوجه‌فرنگی، شکر و روغن زیتون پخته می‌شوند، اشاره کند. لوبیاهایی که به این سبک تهیه می‌شوند (فاسولیه پیلاکی با لوبیا سفید، یا باربونیا پیلاکی با لوبیای بورلوتی) سرد سرو می‌شوند و با جعفری و برش‌های لیمو تزئین می‌شوند. پیلاکی ماهی نیز یک دستور پخت محبوب است. در آشپزی یونانی، این سبک به عنوان پلاکی شناخته می‌شود. در آشپزی بلغاری، نام آن "پلاکییا" است.

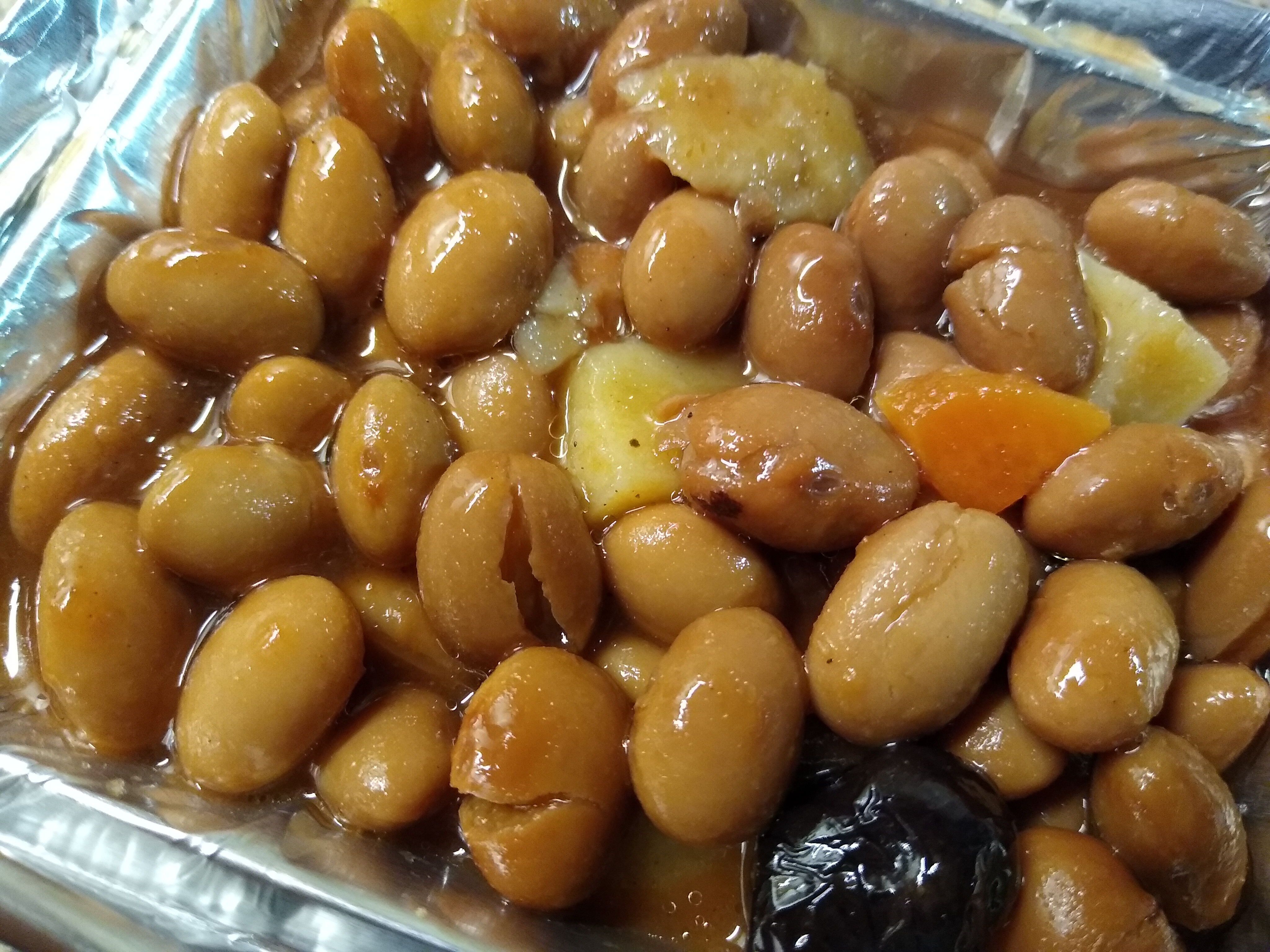
پیلاکی

## بیشتر بخوانید
- آشپزخانه سلطان: کتاب آشپزی ترکی . اوزجان اوزان. 2001. Periplus Editions.شابک ‎۹۷۸−۹۶۲−۵۹۳−۹۴۴−۵شابک 978-962-593-944-5 .
- راهنمای همراه استانبول و اطراف مرمره . جان فریلی، سوزان گلین. 2000. راهنمای همراه.شابک ‎۱−۹۰۰۶۳۹−۳۱−۹شابک 1-900639-31-9 .
- فرهنگ لغت بین المللی غذا و آشپزی: مواد تشکیل دهنده، افزودنی ها . چارلز گوردون سینکلر. 1998. تیلور و فرانسیس کوکریشابک ‎۱−۵۷۹۵۸−۰۵۷−۲شابک 1-57958-057-2 .